# Jacques Cazeaux
Jacques Cazeaux, né en 1927, est un helléniste français, spécialiste de Philon d’Alexandrie, chercheur à la Maison de l’Orient et de la Méditerranée Jean Pouilloux (MOM, Lyon, CNRS).

## Biographie
Il est connu pour l'application complexe de méthodes strictement littéraires, notamment un formalisme très attentif aux structures discursives, à l'exégèse des textes religieux et philosophiques. Il se démarque cependant radicalement du structuralisme en organisant sa lecture autour de la question de l'intention de l'auteur et de l'unité de l'œuvre.

### Essais
- "L'écriture de Proust ou L'art du vitrail", Paris, Gallimard, 1971
- Critique du langage chez les prophètes d'Israël, Paris, CNRS, 1976
- Les Échos de la sophistique autour de Libanios, ou Le style « simple » dans un traité de Basile de Césarée, Paris, Les Belles Lettres, 1980
- L'épée du Logos et le soleil de midi, Paris, Maison de l’Orient, 1983
- La trame et la chaîne ou les structures littéraires et l'Exégèse dans cinq des traités de Philon d'Alexandrie, Brill, 1983-1989 (Prix Salomon Reinach[3])
- L'impossible David : critique de la royauté dans « Samuel » et « Rois », Paris, 1988
- Le refus de la guerre sainte : Josué, Juges et Ruth, Paris, Le Cerf, 1998
- La guerre sainte n'aura pas lieu, Paris, Le Cerf, 2001
- Histoire, utopie, mystique : ouvrir la Bible comme un livre, Paris, Le Cerf, 2003
- Saül, David, Salomon : la Royauté et le destin d'Israël, Paris, Le Cerf, 2003
- Le partage de minuit : essai sur la Genèse, Paris, Le Cerf, 2006
- La contre-épopée du désert : L'Exode, le Lévitique, les Nombres, Paris, Le Cerf, 2007
- Le Cantique des cantiques : des pourpres de Salomon à l'anémone des champs, Paris, Le Cerf, 2008
- Les Actes des Apôtres : l'Église entre le martyre d'Étienne et la mission de Paul : essai, Paris, Le Cerf, 2008
- L'évangile selon Matthieu : Jérusalem, entre Bethléem et la Galilée : essai, Paris, Le Cerf, 2009
- Marc : le lion du désert : essai, Paris, Le Cerf, 2012
- Le roi, l'âne et l'arpenteur : politique et religion dans la Bible, Paris, Le Cerf, 2016
- Luc, le Taureau d'Ézéchiel, Paris, Le Cerf, 2016

### Traductions
- Philon d’Alexandrie, De migratione Abrahami, Paris, Le Cerf, 1965
- Flavius Josèphe, Les antiquités bibliques, Paris, Le Cerf, 1976
- Platon, La République, Paris, Le livre de poche, 1995
- Platon, Gorgias, Paris, Le livre de poche, 1996
- Platon, Phèdre, Paris, Le livre de poche, 1997
- Platon, Alcibiade, Paris, Le livre de poche, 1998
- Platon, Ménon, Paris, Le livre de poche, 1999